# Sylwester Sypień
Sylwester Sypień (ur. 1968 we Wrocławiu) – polski karateka stylu kyokushin. Jest mężem Agnieszki Sypień. Jest najbardziej utytułowanym polskim zawodnikiem kyokushin karate. Posiada stopień mistrzowski 4.dan.

## Wybrane osiągnięcia
- I miejsce Dolny Śląsk, Wrocław 1996
- III miejsce Mistrzostwa Polski, Koszalin 1997
- II miejsce Gala Mistrzów, Legnica 1998
- I miejsce Puchar Polski, Warszawa 1998
- I miejsce Puchar Europy, Norwegia 1998
- III miejsce Mistrzostwa Europy, Saragossa 1998
- I miejsce Mistrzostwa Polski, Wrocław 1998
- II miejsce Europejski Turniej Mistrz. Warszawa 1998
- I miejsce Mistrzostwa Polski, Siedlce 1999
- I miejsce Ogólnopolski Turniej Open, Sieradz 1999
- I miejsce Mistrzostwa Dolnego Śląska, Ząbkowice Śl. 1999
- Udział w Mistrzostwach Świata
- III miejsce Puchar Europy, Bergen 2000
- I miejsce Mistrzostwa Dolnego Śląska, Opole 2000
- III miejsce Mistrzostwa Europy, Portugalia 2000
- II miejsce Mistrzostwa Polski, Kielce 2000
- III miejsce Mistrzostwa Polski Wszechwag, Wrocław 2000
- I miejsce Mistrzostwa Europy Wszechwag, Katowice 2000
- I miejsce XXVIII Mistrzostwa Polski, Krosno 2001
- I miejsce Mistrzostwa Europy, Węgry 2001
- II miejsce Mistrzostwa Polski Open, Kielce 2001
- III miejsce Mistrzostwa Europy Wszechwag, Wrocław 2002
- I miejsce Mistrzostwa Polski, Warszawa 2003
- I miejsce XVII Wagowe Mistrzostwa Europy, Użhorod (Ukraina) 2003
- I miejsce Mistrzostwa Dolnego Śląska, Legnica 2004
- III miejsce Mistrzostwa Europy Open, Warszawa 2004
- V miejsce Mistrzostwa Ameryk, Nowy Jork 2005
- I miejsce Mistrzostwa Polski, Katowice 2006
- I miejsce Mistrzostwa Dolnego Śląska, kumite, Wołów 2007
- I Miejsce Mistrzostwa Świata w Tokio 2015[1]